# Magyarország a 2010-es atlétikai Európa-bajnokságon
Magyarország a spanyol Barcelonában megrendezett 2010-es atlétikai Európa-bajnokság egyik részt vevő nemzete volt. Az ország a versenyen 22 sportolóval képviseltette magát.

## Érmesek
| Érem  | Versenyző      | Versenyszám         | Dátum        |
| ----- | -------------- | ------------------- | ------------ |
| Bronz | Pars Krisztián | Férfi kalapácsvetés | július 28.   |
| Bronz | Kiss Dániel    | Férfi 110 m gát     | július 30.   |
| Bronz | Fazekas Róbert | Férfi diszkoszvetés | augusztus 1. |

## Eredmények

### Férfi
| Versenyző                                                 | Versenyszám     | Előfutam | Előfutam | Előfutam | Elődöntő | Elődöntő | Elődöntő | Döntő         | Döntő         |
| Versenyző                                                 | Versenyszám     | Idő      | Hely.    | Össz.    | Idő      | Hely.    | Össz.    | Idő           | Helyezés      |
| --------------------------------------------------------- | --------------- | -------- | -------- | -------- | -------- | -------- | -------- | ------------- | ------------- |
| Lukács Máté                                               | 400 m           | 47,74    | 6.       | 29.      | kiesett  | kiesett  | kiesett  | kiesett       | kiesett       |
| Kazi Tamás                                                | 800 m           | 1:50,21  | 4.       | 16.      | kiesett  | kiesett  | kiesett  | kiesett       | kiesett       |
| Szemeti Péter                                             | 1500 m          | 3:52,14  | 13.      | 26.      |          |          |          | kiesett       | kiesett       |
| Kiss Dániel                                               | 110 m gát       | 13,44    | 1.       | 1.       | 13,47    | 2.       | 3.       | 13,39         |               |
| Baji Balázs                                               | 110 m gát       | 14,01    | 7.       | 25.      | kiesett  | kiesett  | kiesett  | kiesett       | kiesett       |
| Lukács Máté Pásztor Gábor Kovács Zoltán Deák Nagy Marcell | 4 × 400 m       | 3:08,32  | 6.       | 13.      |          |          |          | kiesett       | kiesett       |
| Helebrandt Máté                                           | 20 km gyaloglás |          |          |          |          |          |          | nem ért célba | nem ért célba |

| Versenyző      | Versenyszám   | Selejtező | Selejtező | Döntő    | Döntő    |
| Versenyző      | Versenyszám   | Eredmény  | Helyezés  | Eredmény | Helyezés |
| -------------- | ------------- | --------- | --------- | -------- | -------- |
| Kürthy Lajos   | Súlylökés     | 19,15 m   | 16.       | kiesett  | kiesett  |
| Fazekas Róbert | Diszkoszvetés | 64,30 m   | 4.        | 66,43    |          |
| Kővágó Zoltán  | Diszkoszvetés | 59,04 m   | 21.       | kiesett  | kiesett  |
| Pars Krisztián | Kalapácsvetés | 76,48 m   | 2.        | 79,06    |          |
| Németh Kristóf | Kalapácsvetés | 74,28 m   | 9.        | 73,93 m  | 9.       |
| Olteán Csongor | Gerelyhajítás | 76,53 m   | 13.       | kiesett  | kiesett  |

### Női
| Versenyző       | Versenyszám    | Előfutam | Előfutam | Előfutam | Elődöntő | Elődöntő | Elődöntő | Döntő    | Döntő    |
| Versenyző       | Versenyszám    | Idő      | Hely.    | Össz.    | Idő      | Hely.    | Össz.    | Idő      | Helyezés |
| --------------- | -------------- | -------- | -------- | -------- | -------- | -------- | -------- | -------- | -------- |
| Petráhn Barbara | 200 m          | 24,07    | 6.       | 20.      | kiesett  | kiesett  | kiesett  | kiesett  | kiesett  |
| Petráhn Barbara | 400 m          | 53,78    | 6.       | 16.      |          |          |          | kiesett  | kiesett  |
| Kálovics Anikó  | 5000 m         |          |          |          |          |          |          | 15:29,44 | 10.      |
| Papp Krisztina  | 5000 m         |          |          |          |          |          |          | 15:52,83 | 14.      |
| Papp Krisztina  | 10 000 m       |          |          |          |          |          |          | 32:49,05 | 8.       |
| Erdélyi Zsófia  | 10 000 m       |          |          |          |          |          |          | 34:57,77 | 13.      |
| Tóth Lívia      | 3000 m akadály | 10:03,97 | 8.       | 15.      |          |          |          | kiesett  | kiesett  |

| Versenyző    | Versenyszám   | Selejtező | Selejtező | Döntő    | Döntő    |
| Versenyző    | Versenyszám   | Eredmény  | Helyezés  | Eredmény | Helyezés |
| ------------ | ------------- | --------- | --------- | -------- | -------- |
| Márton Anita | Súlylökés     | 17,84 m   | 8.        | 17,78 m  | 11.      |
| Orbán Éva    | Kalapácsvetés | 68,59 m   | 8.        | 64,99 m  | 12.      |